# Rhémétalcès Ier
Pour les articles homonymes, voir Rhémétalcès.
Caius Julius Rhémétalcès (en grec ancien : Γάιος Ἰούλιος Pοιμητάλκης), plus connu sous le nom de Rhémétalcès Ier (en grec ancien : Pοιμητάλκης Αʹ), mort en 12, est un roi thrace des Sapéens et des Odryses. Il règne sur les Sapéens à partir de 31/15 av. J.-C. et sur les Odryses de 11 av. J.-C. à sa mort en 12 ap. J.-C.
Contemporain des débuts de l'Empire romain, il est vraisemblablement le fils de son prédécesseur Cotys VI (voire peut-être de Cotys V) et le père de son successeur Cotys VIII, ainsi que le beau-frère du prince astéen Cotys VII et l'oncle puis le tuteur du prince astéen et roi des Odryses Rhescuporis II.

## Biographie

### Débuts
Lors de la guerre civile à la suite du second triumvirat, Rhémétalcès prend le parti de Marc Antoine contre Octave. Après la bataille d'Actium en 31 av. J.-C., il passe du côté du vainqueur.
Vers 18 av. J.-C., Cotys VII, alors prince astéen des Thraces et roi des Odryses, beau-frère de Rhémétalcès, meurt, et ce dernier devient le tuteur de ses enfants, dont Rhescuporis II, le nouveau roi.

### Lutte contre les Besses
Les Besses, peuple de la Thrace, restés indépendants de Rome, attaquent les provinces thraces alliées de l'Empire romain sous la conduite de Volgaisos, grand-prêtre du sanctuaire de Dionysos dans l'Haimos. Les barbares sont repoussés par une armée romaine aidée de leurs alliés thraces. Dans les années 13/11 av. J.-C., Rhémétalcès et son neveu Rhescuporis sont à nouveau attaqués par les Besses. Cette attaque est plus sérieuse que la précédente et Rhescuporis est vaincu et tué. Rhémétalcès est aussi mis en déroute mais parvient à fuir, se réfugiant dans le Chersonèse. Toute la Thrace est alors aux mains des Besses qui vont même attaquer les provinces romaines d'Asie et de Macédoine.
C'est le gouverneur de la province romaine de Pamphylie, Lucius Calpurnius Piso, qui est envoyé en Thrace contre les Besses comme légat pro-préteur. Vaincus dans un premier combat, les Romains réussissent à reprendre l'avantage et à vaincre les Besses et leurs alliés. Piso mettra cependant trois années pour pacifier la région et mettre définitivement fin à la révolte,,. Pour ses succès, le Sénat lui octroie les honneurs du triomphe (ornamenta triumphalia),.

### Roi des Odryses
Une fois les Besses détruits, Auguste confie alors à Rhémétalcès le royaume thrace des Odryses, qui n'a plus de souverain depuis la mort du dernier roi des Astéens Rhescuporis II. Une partie des terres des Astéens sont rattachées à Rome. Il ne reste plus que le royaume des Odryses en Thrace, dirigé par les princes sapéens.
En 6, lors de la grande révolte illyrienne, il se joint aux forces romaines pour combattre les Dalmates et les Pannoniens. Rhémétalcès les combat notamment en Macédoine et aurait même réussi à tuer l'un des trois chefs de la révolte, un certain Baton. Auguste le remercie de ces services par diverses récompenses. Le roi Thrace prend comme prénoms Caius Julius, et il est nommé archonte éponyme d'Athènes vers l'an 9.

### Succession et postérité
Le roi meurt vers l'an 12 et ses États, alliés de Rome, sont divisés en deux parties, qui sont réparties entre le fils et le frère du roi défunt, Cotys VIII et Rhescuporis III. Cotys reçoit la région proche de la côte et des colonies grecques. Rhescuporis, celle sauvage et inculte de l'intérieur, exposée à des attaques hostiles des peuples voisins. Rhescuporis décide d'accaparer les terres de son neveu, l'emprisonnant puis le tuant pour faire front à Tibère, qui lui demande des comptes. Rhescuporis est jugé et condamné  par Rome et le royaume de Thrace est divisé entre Rhémétalcès II, fils de Rhescuporis qui s'est ouvertement opposé aux plans de son père, et les très jeunes enfants de Cotys, Cotys IX puis Rhémétalcès III, au nom desquels le propréteur Titus Trebellenus Rufus (ca) est nommé régent.

## Famille

### Mariage et enfants
De son mariage avec Pythodoris il a :
- Cotys VIII.

## Galerie

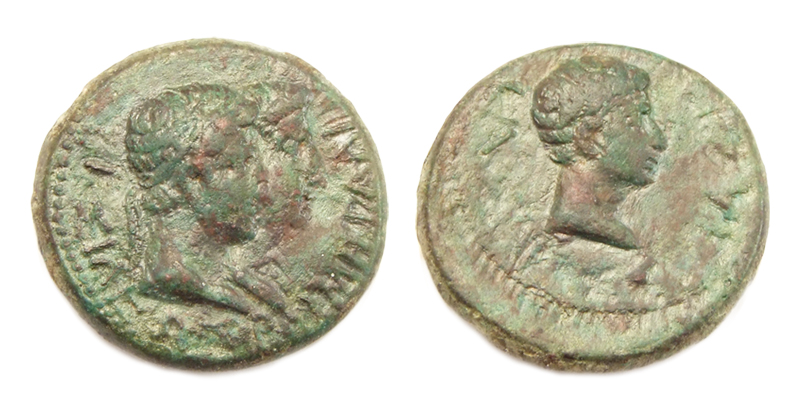
Pièce de monnaie représentant Rhémétalcès Ier et son épouse Pythodoris, et l'empereur Auguste sur l'autre face.

### Sources partielles
- « Rhémétalcès Ier », Charles Weiss, Biographie universelle, ou Dictionnaire historique contenant la nécrologie des hommes célèbres de tous les pays, 1841 [détail des éditions].
- (en) Ian Mladjov, de l'Université du Michigan, liste des rois odrysiens de Thrace.
- (en) Site hourmo.eu, collection of Greek Coins of Thrace, Index des rois.